# Rio Camarajibe
O rio Camaragibe é um curso de água que banha o estado de Alagoas.
Forma com seus afluentes uma bacia hidrográfica que desagua no oceano Atlântico.